# Kläckeberga landskommun
Kläckeberga landskommun var en kommun i Kalmar län.

## Administrativ historik
Kommunen inrättades som landskommun i Kläckeberga socken i Norra Möre härad i Småland när 1862 års kommunalförordningar trädde i kraft. Den uppgick 1952 i Dörby landskommun som 1965 uppgick i Kalmar stad, från 1971 Kalmar kommun.

## Politik

### Mandatfördelning i Kläckeberga landskommun 1938-1946
| 13 | 7 |

| 20 |

| 13 | 7 |

| 19 |

| 12 | 8 |

| 16 | 4 |